# Benyovszky Móric (főispán)
Gróf benyói és urbanói dr. Benyovszky Móric István Benő (Nagylég, 1872. április 8. – Budapest, 1936. február 4.) nagybirtokos főnemes, politikus, Baranya vármegye főispánja, Benyovszky Lajos ügyvéd fia, Benyovszky Rudolf hegedűművész testvére.

## Élete
A neves Benyovszky család köznemesi ágából származott, édesapja dr. Benyovszky Lajos, édesanyja Ocskay Erzsébet. Édesanyja révén Benyovszky Móric madagaszkári király dédunokája. A gimnáziumot Pozsonyban végezte, majd a bécsújhelyi katonai akadémiára került, ahonnan hadnagyként került ki. Ezt követően a császári és királyi 6. számú huszárezredbe osztották be. Mindössze néhány évet szolgált a hadseregben, ezt követően gazdasági tanintézetet végzett, majd egyetemre került előbb Párizsba, majd Berlinbe. Hazatérve átvette a család pozsonyi és baranyai uradalmainak vezetését. 1902-ben édesapja harmadfokú unokatestvére, Benyovszky Sándor gróf gyermektelen lévén a grófi cím öröklése végett örökbefogadta Benyovszkyt és testvérét.
Politikai pályáját 1905-ben kezdte meg, amikor Siklós országgyűlési képviselőjévé választották. Innen 1906-ban Baranya vármegye főispáni székébe került. Benyovszkynak ugyan kiváló szónoki képességei voltak, de a közigazgatásban sem ismeretekkel sem tapasztalattal nem rendelkezett, így többször is ellentétbe került a törvényhatóság tisztikarával. Koszits Kamill alispán ellen még fegyelmi eljárást is indíttatott, mellyel végül elérte, hogy Koszitsot nyugdíjazzák. Ezt követően az alispán választásakor a bizottság által jelölt Jeszenszky Lajos helyett Stenge Ferenc főjegyzőt nevezte ki. Később beadta lemondását, 1910-ben pedig felmentették hivatalából. Ekkor ismét országgyűlési képviselő lett, majd a világháború kitörésekor bevonult a hadseregbe. Előbb az orosz fronton harcolt, majd a vezérkarhoz került, később pedig Varsóban teljesített katonai szolgálatot. 1917-ben ismét főispánná nevezték ki, ám ekkor nem csak Baranya vármegye, de Pécs város első embere is lett. Második főispáni hivatalát azonban nem sokáig viselte, 1918 novemberében ismét lemondott. 1935-ben Horthy Miklós újból kinevezte főispánná, de néhány hónappal később megbetegedett, rákos elváltozást diagnosztizáltak nála. Augusztusban még részt vett Horthy pécsi látogatásán, de szeptembertől már Budapesten kezeltette magát. A betegség azonban gyógyíthatatlannak bizonyult, Benyovszky életének 64. évében elhunyt.
Halála után tiszteletére Siklóson a mai Bajcsy-Zsilinszky utcát róla nevezték el, mert mindig ezen az utcán keresztül kereste fel Pécset. Nagy vagyont és nagy adósságot hagyott gyermekeire, akik aztán az adósság fedezése végett kénytelenek voltak a siklósi várkastélyt és uradalmat eladni. Eladósodásának részben az lehetett az oka, hogy a világháború idején 128 kötvényt vásárolt több mint egymillió korona értékben, amik aztán teljesen elértéktelenedtek.
Politikai szereplésén felül tevékenyt részt vett vármegyéje életében is. Tagja volt a törvényhatósági bizottságnak és más fontosabb bizottságoknak is, és több intézmény élén is állt. A Baranya Vármegyei Gazdasági Egyesület, a Dunántúli Bank RT, az Alsó-Dunántúli Mezőgazdasági Kamara, a Pécs-Baranyai Automobil Club, a Pécs-Baranyai Múzeum Egyesület és a Pécs-Baranyavármegyei Közművelődési Egyesület mind elnökének tudhatta. Ezen felül neves műgyűjtő volt, pozsonyi kastélyában értékes képgyűjteményt tartott, de ügyesen rajzolt és festett, valamint csellón is tehetségesen játszott.

### Címei, kitüntetései
- magyar gróf, 1902
- Katonai Érdemérem
- A Vöröskereszt 2. osztályú díszjelvénye
- A Magyar Vöröskereszt érdemkeresztje

### Családja
1921. október 14-én vette feleségül németújvári gróf Batthyány Lujza Máriát (1897–1981), két gyermekük született:
- Móric Rudolf Marian Pál (1924–2002) gépészmérnök; neje: Lukácsovich Veronika (1930–2017)
- Pál Marian (1926–2021; neje: jobaházi Dőry Katalin (1934–2022)